# Catedral de San Alejandro Nevsky (Varsovia)

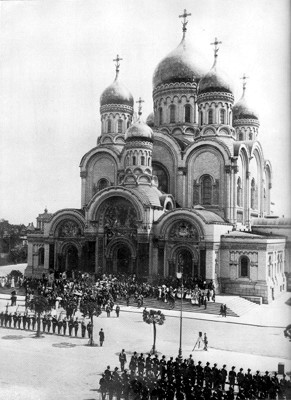
Imagen de la Catedral poco después de su finalización en 1912.

La Catedral de San Alejandro Nevsky (en polaco, Sobór św. Aleksandra Newskiego, en ruso, Александро-Невский собор в Варшаве) fue la catedral ortodoxa en Varsovia, Polonia, durante la dominación rusa.
Fue construida por las autoridades zaristas, siguiendo la sugerencia del general Iosif Gurko, responsable de las políticas de rusificación en territorios polacos, durante la época de Alejandro III. En una carta a dicho Zar, Gurko afirmaba la necesidad de erigir un gran lugar de culto para la minoría ortodoxa de Varsovia (calculada en algo más de 40.000 miembros a fines del siglo XIX) con el fin de lograr determinados objetivos culturales y políticos: "La construcción de una iglesia ortodoxa rusa en el más notable lugar público de Varsovia, es una necesidad no solo basada en razones religiosas, sino también como símbolo del Estado ruso en este país, un símbolo de la Rusia ortodoxa de la que el Reino de Polonia es una parte inseparable".
El edificio fue diseñado por el distinguido arquitecto ruso Leon Benois, extendiéndose su fase de edificación desde 1894 hasta 1912. Una vez finalizadas las obras, la altura de la catedral llegaba a setenta metros, lo que significaba, en ese momento, ser el edificio más elevado de la ciudad. Fue objeto de admiración su campanario, con 14 campanas fabricadas en Moscú, siendo una de ellas la quinta más grande de todo el Imperio Ruso. Las paredes fueron ornamentadas con frescos pintados por el artista Viktor Vasnetsov.
Después de que, tras la Primera Guerra Mundial, en 1919 Polonia volviera a convertirse en Estado independiente, por vez primera desde su partición en 1795, las autoridades de la Segunda República Polaca, decidieron su demolición, apenas quince años más tarde de su construcción. La negativa connotación que en mitad del triunfante nacionalismo polaco tenía la política imperial rusa mantenida por más de un siglo y la creencia, no enteramente infundada, de que su erección buscaba herir el sentimiento, mayoritariamente católico, de la nación polaca, así como la idea de que ocupaba excesivo protagonismo en una de las principales plazas de la ciudad (la actual Plaza Piłsudski), fueron citadas como excusas para la destrucción (que necesitó de muchas explosiones). La catedral compartió con otros edificios de la confesión ortodoxa rusa en Polonia el destino de la demolición.